# Saison 1970-1971 des FAR de Rabat
Pour un article plus général, voir Association sportive des FAR (football).
Maillots
Chronologie
Saison précédente Saison suivante
La saison 1970-1971 des FAR de Rabat est la treizième de l'histoire du club. Cette saison débute alors que les militaires avaient remporté le championnat de la saison dernière. Le club est par ailleurs engagé en coupe du Trône.
Finalement, les FAR de Rabat remportent la coupe du Trône et se placent vice-champion en championnat.
Le bilan en championnat des FAR de Rabat s'est terminé favorable car sur 30 matchs joués, ils en gagnent 13, en perdent 5 et cèdent 12 nuls pour 33 buts marqués et 21 encaissés.

## Contexte et résumé de la saison passée des FAR de Rabat
Durant la saison dernière, les FAR de Rabat remportent le championnat pour la première fois de leur histoire avec au total plus de 74 points avec 16 victoires, 12 nuls et 2 défaites. Tandis qu'en coupe du Trône les FAR de Rabat remportent leur premier match dans le cadre des seizièmes de finale face à une équipe dont on ne connait pas le nom par manque d'informations. Ensuite dans le cadre des huitièmes de finale, les FAR face à la Renaissance de Settat, club qui a éliminé les FAR lors des trois dernières saisons en coupe du Trône. La rencontre s'est joué à Rabat et s'est terminé par une défaite des FAR sur le score d'un buts à zéro.
Au bilan lors de la saison dernières les FAR de Rabat remportent le championnat et sont éliminés en huitièmes de finale de la coupe du Trône de football.

## Saison
Lors de cette saison, l'Association Sportive des Forces Armées Royales participera au championnat du Maroc et à la Coupe du Trône de football. Il participera donc qu'à deux compétitions.

### Championnat
Le championnat du Maroc de football 1970-1971 est la 15e édition du championnat du Maroc de football. Elle oppose seize clubs regroupées au sein d'une poule unique où les équipes se rencontrent deux fois, à domicile et à l'extérieur. Deux clubs sont relégués en fin de saison.

#### Composition du championnat
Avec la relégation de l'Étoile de Casablanca de l'AS Salé et avec la promotion du Moghreb de Tétouan et du Kawkab de Marrakech. Les FAR se trouve donc lors de cette saison en compagnie de quinze équipes que sont :
Le F.U.S. : le Fath Union Sport de Rabat.
Le K.A.C.M. : le Kawkab Athlétique Club de Marrakech.
Le W.A.C. : le Wydad Athletic Club.
Le M.C.O. : le Mouloudia Club d'Oujda.
Le R.C.A. : le Raja Club Athletic.
Le D.H.J.: le Difaâ Hassani d'El Jadida.
Le R.A.C : le Racing Athletic de Casablanca.
Le M.A.T. : le Moghreb Athlétic de Tétouan.
Le K.A.C. : le Kénitra Athlétic Club.
Le T.A.S. : le Tihad Athlétique Sport.
Le M.A.S. : le Maghreb Association Sportive.
La R.S.S. : la Renaissance Sportive de Settat.
Le R.B.M. : le Raja de Beni Mellal.
L'U.S.K. : l'Union de Sidi Kacem.
et le S.C.C.M. : le Chabab Mohammédia.
Cette saison représente donc la treizième année de football de l'histoire des FAR de Rabat, il s'agit surtout de sa onzième en première division. On peut signaler aussi la présence du FUS de Rabat qui est un club basée dans la ville de Rabat. Il y a donc dans ce championnat seulement deux équipes basée dans la ville de Rabat. Tandis qu'il y a quatre clubs qui représente la ville de Casablanca dans ce championnat. Après la remontée du Kawkab de Marrakech celui-ci doit tout faire pour ne plus redescendre en seconde division.

#### Classement final
Durant cette saison le championnat du Maroc était composée au total de 16 équipes dont deux étaient basé dans la ville de Rabat et quatre dans la ville de Casablanca. Le système de point durant cette saison est de trois points pour une victoire, deux pour un nul et un pour une défaite. Et lors de cette saison deux clubs seront relégués pour pouvoir jouer la saison prochaine un championnat composée du même nombre d'équipes.
|     | Club                  | Points | Joués | Victoires | Nuls | Défaites | Buts + | Buts - |
| --- | --------------------- | ------ | ----- | --------- | ---- | -------- | ------ | ------ |
| 1.  | Renaissance de Settat | 70     | 30    | 17        | 6    | 7        | 42     | 28     |
| 2.  | FAR de Rabat          | 68     | 30    | 13        | 12   | 5        | 33     | 21     |
| 3.  | Union Sidi Kacem      | 67     | 30    | 13        | 11   | 6        | 39     | 30     |
| 4.  | Chabab Mohammédia     | 65     | 30    | 12        | 11   | 7        | 38     | 26     |
| 5.  | Raja de Beni Mellal   | 64     | 30    | 12        | 10   | 8        | 27     | 24     |
| 6.  | Difaâ d'El Jadida     | 62     | 30    | 13        | 6    | 11       | 41     | 32     |
| 7.  | Wydad de Casablanca   | 60     | 30    | 8         | 14   | 8        | 17     | 20     |
| 8.  | FUS de Rabat          | 59     | 30    | 7         | 15   | 8        | 23     | 24     |
| 9.  | Maghreb de Fès        | 58     | 30    | 8         | 12   | 10       | 28     | 26     |
| 10. | KAC de Kénitra        | 58     | 30    | 6         | 16   | 8        | 20     | 22     |
| 11. | Raja de Casablanca    | 57     | 30    | 7         | 13   | 10       | 28     | 32     |
| 12. | Racing Casablanca     | 56     | 30    | 6         | 14   | 10       | 31     | 36     |
| 13. | Mouloudia d'Oujda     | 56     | 30    | 6         | 14   | 10       | 32     | 37     |
| 14. | Kawkab de Marrakech   | 55     | 30    | 7         | 11   | 12       | 20     | 31     |
| 15. | TAS de Casablanca     | 53     | 30    | 5         | 13   | 12       | 24     | 37     |
| 16. | Moghreb de Tétouan    | 52     | 30    | 5         | 12   | 13       | 27     | 43     |

Finalement c'est la Renaissance de Settat qui remporte le championnat avec au total 70 points soit 17 victoires, 6 nuls et seulement 7 défaites, en ayant deux points d'avance sur son dauphin que sont les FAR de Rabat. Les clubs relégués en seconde division lors de cette saison sont le TAS de Casablanca et le Moghreb de Tétouan. Les clubs promus en première division sont le Hassania d'Agadir et le Youssoufia Club de Rabat.

### Coupe du Trône
La saison 1970-1971 de la coupe du Trône de football est la quinzième édition de la compétition. Ayant comme champion le Wydad Athletic Club lors de l'édition précédente, cette compétition est la seconde plus importante du pays. Étant une équipe de première division, les FAR débutent cette compétition en seizièmes de finale.

## Bilan
Au bilan durant cette saisons, les FAR de Rabat se placent second en championnat avec au total plus de 68 points soit 13 victoires, 12 nuls et 5 défaites. Son parcours en coupe du Trône a commencé en seizièmes de finale puisque ceux-ci sont en première division. Le résultat pour les seizièmes de finale est inconnu et on ne sais pas qui il a affronté également mais il a surement gagné ce match puisqu'il passe ce stade puis dans le cadre des huitièmes de finale, ils affrontent le Raja d'Agadir, club qui a éliminé les FAR lors des trois dernières saisons en coupe du Trône. La rencontre s'est joué à Rabat et s'est terminé par une victoire sur le score de deux buts à zéro. Puis pour le compte des quarts de finale, les FAR affrontent l'étoile de Casablanca. Ce match fut assez serré et s'est terminé par une victoire militaire sur le score d'un but à zéro. Après trois matchs de coupe, les FAR doivent ensuite affronté le Raja de Beni Mellal à Rabat. Le match fut très serré et se termina par un nul sur le score d'un but partout. Puis la FRMF décide de faire des tirs au but pour départager ainsi ses deux équipes et après une séances de pénaltys qui a duré environ une dizaine de minutes, les FAR battent le Raja de Beni Mellal sur le score de 8-6 aux tirs au but et décrochent donc leur tickets pour la finale jouée à Casablanca. La finale eut finalement lieu le 5 septembre 1971 au Stade d'honneur à Casablanca et fut arbitré Abdelkrim Ziani. La finale opposa les FAR de Rabat au Maghreb de Fès. La première débuta tout d'abord par une domination des FAR mais rapidement après le Maghreb de Fès réussi à bloquer les offensives des FAR et réussit à repousser les FAR entament grâce à des contre-attaques. Toujours 0-0, Abdelkrim Ziani siffle enfin de deux coups de sifflets la fin de la première mi-temps. Les FAR ayant très envie de remporter une coupe plus remporté depuis 1959 sont gonflés à blocs et prêts à gagner ce match tandis que le Maghreb de Fès n'a jamais remporté cette compétition et c'est aussi sa première finale. La seconde mi-temps fut cette fois-ci très serré et aucun des deux clubs réussirent à se départager. Après que l'arbitre de la rencontre ait siffler la fin du match, la FRMF décida de faire jouer les prolongations comme lors des demi-finales en effet car le Maghreb de Fès a dû aussi pour se qualifier jouer des tirs au but. Lors de la première mi-temps aucun club ne réussit à marquer un but mais dès la deuxième mi-temps des prolongations principalement vers la fin, les FAR réussissent à marquer grâce à un but signé par Driss Bamous lors de la 118e minute. Mais la surprise générale fut que deux minutes plus tard, le MAS réussit l'égalisation grâce à un but de Larbi Mouissa lors de la dernière minute. Finalement, les FAR réussissent donc à remporter la seconde coupe du Trône de leur histoire.